# مكابي تل أبيب
نادي مكابي تل أبيب لكرة القدم (بالعبرية: מועדון כדורגל מכבי תל אביב) نادي كرة قدم إسرائيلي يلعب في الدوري الإسرائيلي الممتاز . تم تأسيس النادي في سنة 1906. وهو يعد النادي اليهودي الأول في فترة الحكم العثماني لفلسطين.

## صور

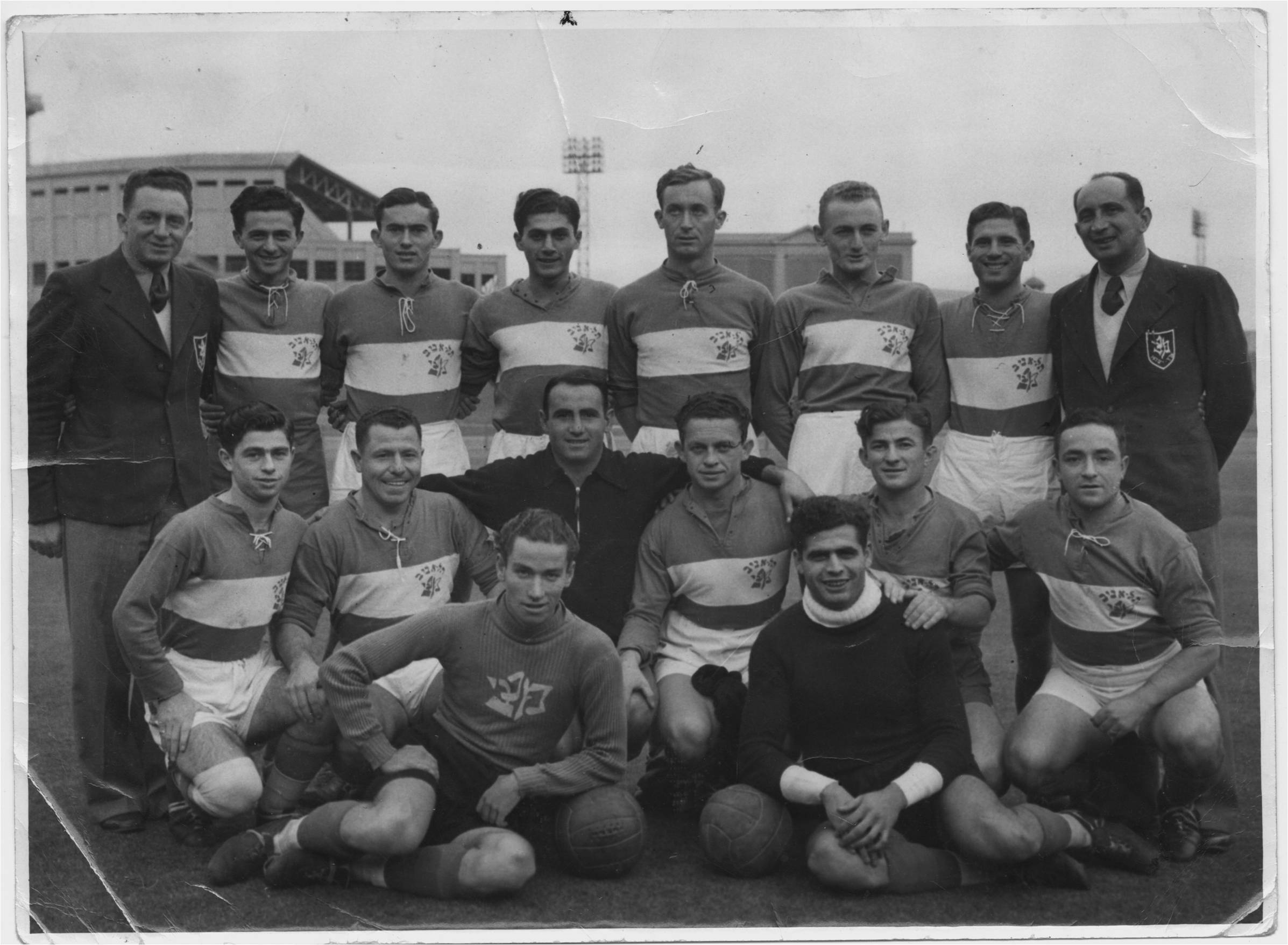
لاعبو مكابي تل أبيب سنة 1939م في أستراليا
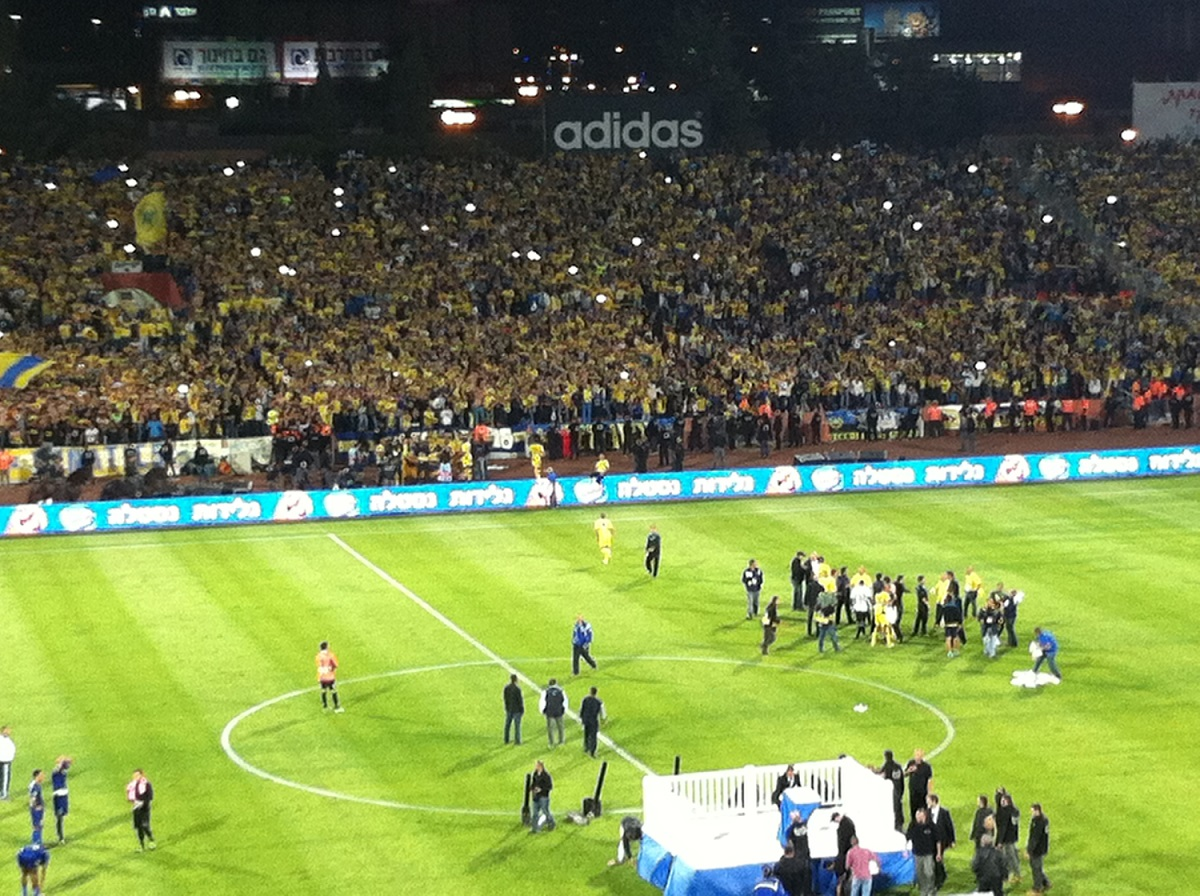
مكابي تل أبيب خلال تتويج الدوري لموسم 2012/2013
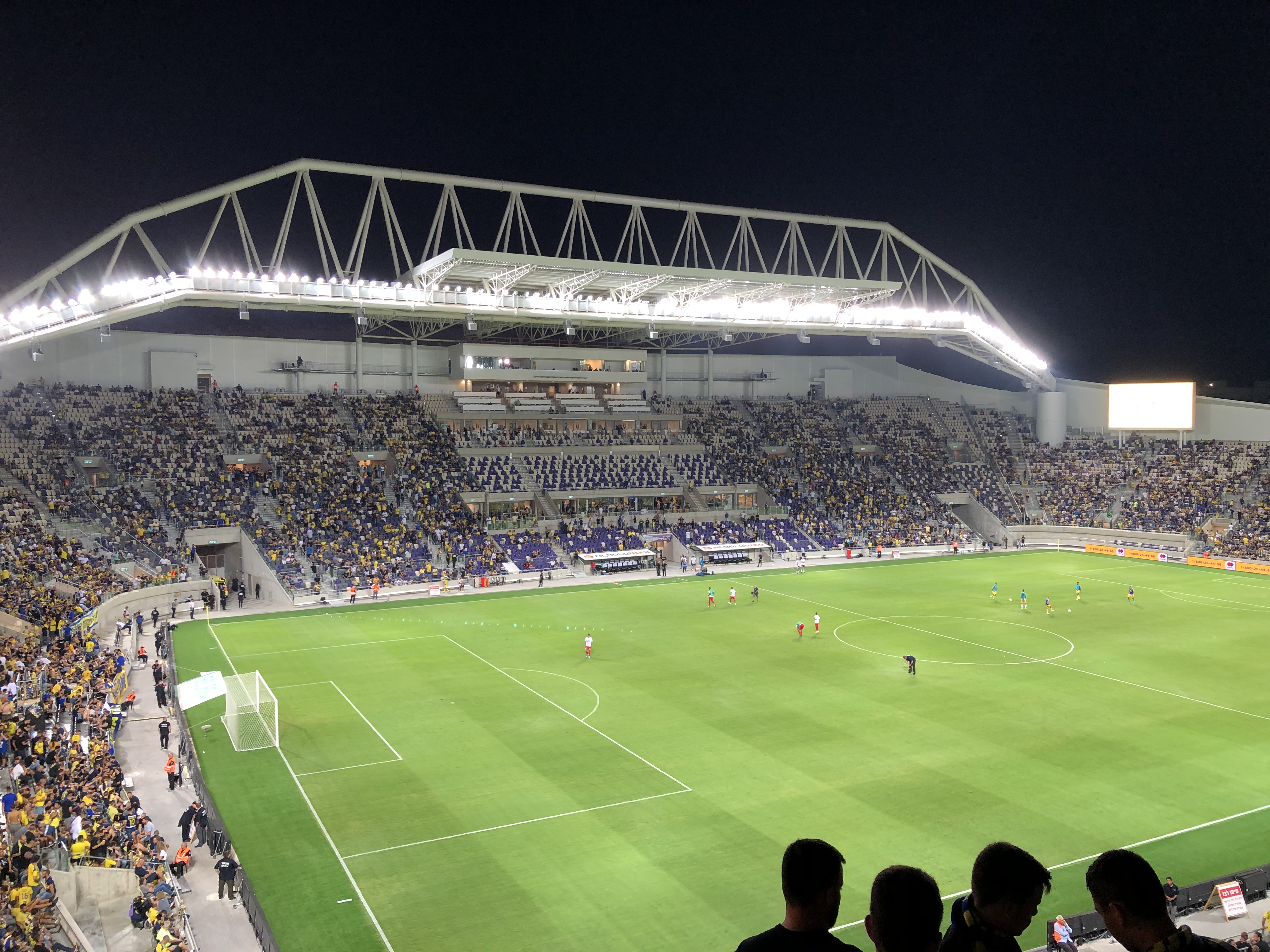
ملعب بلومفيلد هي ملعب خاص لنادي مكابي تل أبيب.